# Żarnowiec (potok)
Żarnowiec – potok, lewobrzeżny dopływ Brennicy o długości 2,98 km i powierzchni zlewni 2,16 km².
Potok płynie w Beskidzie Śląskim, na terenie administracyjnym wsi Brenna. Jego źródła znajdują się w paśmie Równicy, na wysokości ok. 610 m n.p.m. pod przełączką między Lipowskim Groniem a Równicą. Spływa w kierunku północno-wschodnim, początkowo głęboką, zupełnie zalesioną dolinką między górami Żar na zachodzie i Kamionka na wschodzie. Następnie wypływa na teren doliny Brennicy, do której uchodzi na wysokości ok. 350 m n.p.m. w północnej części wsi Brenna, przy odgałęzieniu drogi do Lipowca.
Nazwa pochodzi albo od rzeczownika żarnowiec oznaczającego kamień młyński, kamień żarnowy, albo też roślinę o tej samej nazwie. Źródła „potoku Zsarnowcze” wspominane są w dokumencie z 1566 r.